# Stará Doubice

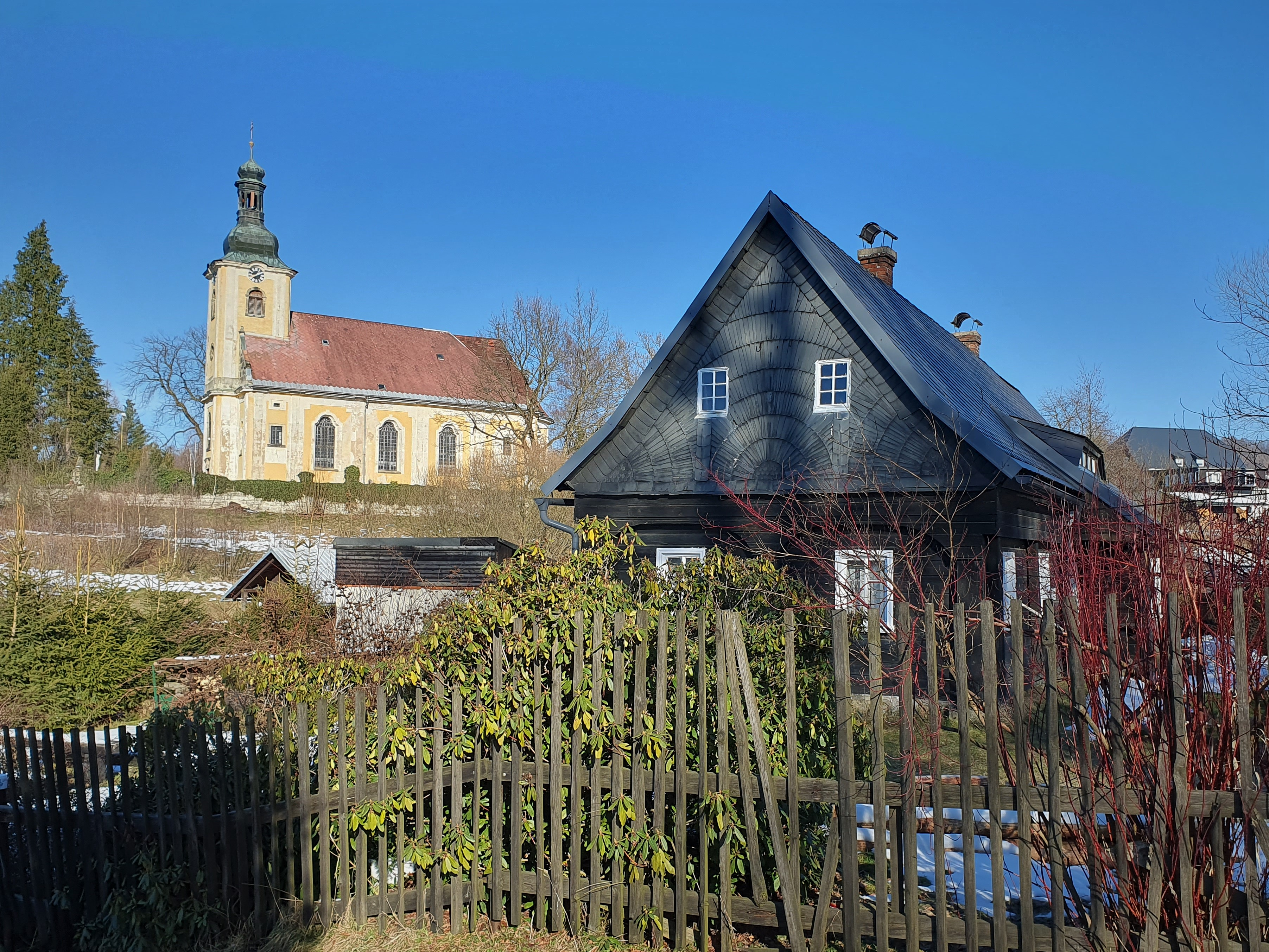
Blick über Stará Doubice zur Kirche

Stará Doubice (deutsch Alt Daubitz) ist eine der beiden Ortslagen der Gemeinde Doubice im Okres Děčín in Tschechien.

## Geografische Lage
Dir Streusiedlung liegt in 390 m ü. M. am Ostrand der Böhmischen Schweiz im Böhmischen Niederland in einem vom Daubitzbach (Doubický potok) durchflossenen Talkessel um die dortige Kirche und vor allem nördlich davon.

## Geschichte
Die urkundliche Ersterwähnung erfolgte 1552.
Ab 1938/39 lag das Dorf Alt Daubitz als Ortsteil von Daubitz über Schönlinde im Reichsgau Sudetenland, Landkreis Rumburg, Regierungsbezirk Aussig. Hier lebten im Jahre 1940 846 Einwohner.